# Уилям Шайрър
Уилям Лоурънс Шайрър (на английски: William Lawrence Shirer) е американски историк, журналист (кореспондент) и писател, автор на произведения в жанровете мемоари и историческа документалистика.

## Биография и творчество
Уилям Шайрър е роден на 23 февруари 1904 г. в Чикаго, Илинойс, САЩ. Завършва гимназия и през 1925 г. „Коу Колидж“ в Сидър Рапидс. В колежа получава първата си журналистическа работа. Говори немски, френски и италиански, член е на Фи Бета Капа.
След дипломирането си работи в малко корабче за превоз на добитък за Европа, за да остане лятото там. Но краткият му престой се удължава и остава и работи в Европа в продължение на 15 години.
Учи 2 години европейска история в Колеж дьо Франс в Париж. В периода 1927 – 1932 г. е европейски кореспондент за „Чикаго Трибюн“ покривайки Европа, Близкия Изток и Индия, като основно работи във Франция. През 1927 г. пръв отразява полета на Чарлз Линдберг през Атлантическия океан, пише за сесиите на Лигата на нациите в Женева и международните спортни събития. После работи за Си Би Ес отразявайки възхода на партията на Хитлер. През 1930 – 1931 г. пътува в Индия и Афганистан и се сприятелява с Махатма Ганди. През 1932 г. при ски инцидент в Алпите поврежда едното си око. През 1933 г. живее година с жена си Тес в каталунско рибарско селище на испанското крайбрежие и работи на свободна практика.
В периода 1934 – 1940 г. живее в Нацистка Германия и работи (1935 – 1937) за „Интернешънъл Сървис“ на медийния магнат Уилям Хърст. Сътрудничи (1937 – 1941) с „Кълъмбия броудкастинг“ и Едуард Мъроу, като прави първите радиоизлъчвания на новини от Берлин. Отразява партийните прояви на нацистите, изграждането на Третия райх, анексирането на Австрия, преговорите за Мюнхенското споразумение и германската окупация на Чехословакия, нашествието в Полша, нахлуването в Дания и Норвегия, Битката за Франция и френската капитулация. През 1936 г. отразява Олимпиадата в Берлин и разкрива нацисткия антисемитизъм, попадайки в обозрението на пропагандното министерство на Гьобелс. Към края на 1940 г. цензурата се изостря, Гестапо започва срещу него разследване за шпионаж и през декември напуска Германия, изнасяйки контрабандно дневниците и бележките си.
Въз основа на материалите си през 1941 г. издава книгата „Берлинският дневник“, в който описва от първа ръка събитията в Германия за периода от 5-те години мир и година война. По време на войната е директор на Обществото за предотвратяване на Третата световна война и тежък мир с Германия.
През 1946 г. получава наградата „Пийбоди“ за отразяването на новините в Си Би Ес. През 1947 г., заради критиката му към Доктрината Труман, довела до оттегляне на спонсори от радиото, напуска Си Би Ес. В условията на маккартизъм и попадайки в „черния списък“ на мрежите, не може да си намери нова работа и има трудни години за издръжката на семейството си. Започва да изнася лекции в колежите, както и да продължава да пише исторически книги – втората част на „Берлинският дневник“ и „Предизвикателството на Скандинавия“. Пише и 3 художествени книги, които обаче нямат успех.
Получава безпрецедентен достъп до заловени важни документи от Нацистка Германия. Въз основа на тях през 1960 г. е публикуван бестселърът му „Възход и падение на Третия Райх“, първата цялостна история на годините на Адолф Хитлер. Книгата получава Националната награда за литература. Автор е на 13 исторически книги, включително „Разпадането на Третата република“, „Потъването на Бисмарк“ и „Мемоари“ с Махатма Ганди, и на 3 автобиографични книги – в поредицата „Пътуване в двадесети век“ (1976 – 1990).
През 1931 г. се жени за австрийската фотографка Тереза „Тес“ Щибериц. Имат 2 дъщери – Айлин („Инга“) и Линда. В периода 1972 – 1975 г. е женен за Марта Пелтън. Третият му брак е с учителката по руски език в „Рокс Колидж“ Ирина Луговска.
Уилям Шайрър живее със семейството си в Ленъкс, Масачузетс. Умира от сърдечна недостатъчност на 28 декември 1993 г. в Бостън.

## Произведения

### Документалистика
- Berlin Diary: The Journal of a Foreign Correspondent, 1934 – 1941 (1941)
- End of a Berlin Diary (1947)
- Mid-century Journey (1952)
- The Challenge of Scandinavia (1955)
- The Rise and Fall of the Third Reich (1960)
Възход и падение на Третия Райх, изд.: ИК „Изток-Запад“, София (2017), прев. Мария Кондакова
- The Rise and Fall of Adolf Hitler (1961)
- The Sinking of the Bismarck (1962)
- The Collapse of the Third Republic (1969)
- Gandhi: A Memoir (1980)
- Love and Hatred: The Troubled Marriage of Leo and Sonya Tolstoy (1994)
- This is Berlin: Reporting from Nazi Germany, 1938 – 40 (1999)

#### Автобиографични
1. 20th Century Journey (1976)
2. The Nightmare Years (1984)
3. A Native's Return (1990)

### Самостоятелни романи
- The Traitor (1950)
- Stranger Come Home (1954)
- The Consul's Wife (1956)

### Екранизации
- 1960 Winston Churchill: The Valiant Years – документален ТВ сериал, 1 епизад
- 1968 The Rise and Fall of the Third Reich – документален ТВ филм
- 1989 The Nightmare Years – ТВ сериал, 4 епизода